# کیم اون-سوک
کیم اون-سوک (کره‌ای: 김은숙؛ انگلیسی: Kim Eun-sook، زادهٔ ۱۹۷۳) فیلم‌نامه‌نویس اهل کره جنوبی است. او درام‌های تلویزیونی محبوبی مانند عاشقان در پاریس (۲۰۰۴)، روی آنتن (۲۰۰۸)، باغ مخفی (۲۰۱۰)، شخصیت یک مرد محترم (۲۰۱۲)، وارثان (۲۰۱۳)، نسل خورشید (۲۰۱۶)، نگهبان: خدای تنها و بزرگ (۲۰۱۶–۲۰۱۷)، آقای آفتاب (۲۰۱۸) و پادشاه: سلطنت ابدی (۲۰۲۰) را نوشته‌است.